# Dyscia
Dyscia là một chi bướm đêm thuộc họ Geometridae.

## Các loài
- Dyscia atlantica Reisser, 1933
- Dyscia conspersaria (Denis & Schiffermüller, 1775)
- Dyscia crassipunctaria (Rebel, 1916)
- Dyscia distinctaria (Bang-Haas, 1910)
- Dyscia dodonaeeti Wiltshire, 1986
- Dyscia fagaria – Grey Scalloped Bar (Thunberg, 1784)
- Dyscia galactaria Turati, 1934
- Dyscia holli (Oberthür, 1910)
- Dyscia innocentaria (Christoph, 1885)
- Dyscia lentiscaria (Donzel, 1837)
- Dyscia leucogrammaria (Püngeler, 1900)
- Dyscia malatyana Wehrli, 1934
- Dyscia negrama Wehrli, 1953
- Dyscia nobiliaria (A. Bang-Haas, 1906)
- Dyscia penulataria (Hübner, 1819)
- Dyscia plebejaria (Oberthür, 1910)
- Dyscia raunaria (Freyer, 1851)
- Dyscia rungsi Herbulot, 1981
- Dyscia simplicaria Rebel, 1933